# Chase the Express
Chase the Express (チェイス ザ エクスプレス Cheisu Za Ekusupuresu) è un videogioco sviluppato da Sugar and Rockets (sussidiaria della Sony Computer Entertainment) per PlayStation, distribuito nel 2000.
In Nordamerica venne pubblicato dalla Activision, con il titolo Covert Ops: Nuclear Dawn.

## Trama
Scortato da alcuni soldati della NATO, l'ambasciatore francese in Russia e la sua famiglia hanno lasciato San Pietroburgo diretti verso Parigi a bordo di un treno speciale, il "Blue Harvest". Durante il viaggio, però, il treno viene attaccato da un'organizzazione terroristica nota come i "Cavalieri dell'Apocalisse". L'organizzazione internazionale anti terrorismo della NATO ha cercato di negoziare con i terroristi, ma senza alcun risultato. Nel frattempo Jack Morton, unico membro della scorta militare sopravvissuto, è riuscito a montare sul treno con l'obiettivo di salvare gli ostaggi.

## Personaggi principali

### Jack Morton
Tenente della US Air Force, Jack Morton è attualmente in servizio alla base aerea militare di Feldstadt in Germania. Assegnato al gruppo di supporto dell'ambasciatore francese, è a bordo dell'elicottero di scorta al Blue Harvest. Ha ottime capacità decisionali e sa prendere le scelte giuste anche sotto pressione.

### Christina Wayborn
Agente speciale assegnato alla protezione dell'ambasciatore, è un'esperta tiratrice. Un tempo membro della squadra francese olimpica del tiro a segno, si è arruolata per mettere le sue doti al servizio del governo. La sua incredibile capacità nel saper mantenere la freddezza anche nei momenti più delicati non passa inosservata.

### Boris Zugoski
Leader dei Cavalieri dell'Apocalisse, Boris ha una personalità narcisista e un forte desiderio di gloria personale. Ciononostante, è un uomo dalle grandi capacità che spesso sfociano nella genialità.

### Pierre Simon
Pierre Simon è l'ambasciatore francese e passeggero principale del Blue Harvest. Molti sono pronti a scommettere che il suo futuro sia nel mondo della finanza internazionale.

### Philip Mason
Primo segretario dell'ambasciatore francese. Philip ricopre la sua carica grazie a forti raccomandazioni da parte del precedente ambasciatore. Il suo lavoro è stato così apprezzato al punto che egli verrà successivamente promosso al ruolo di primo segretario.

### Billy MacGuire
Billy è un ufficiale dell'esercito francese, ed è l'operatore radar del Blue Harvest. Figlio di un esperto di computer, è stato fin da bambino un vero appassionato di elettronica. Ama i rapporti sociali e ha una piacevole personalità.

## Voci

### Doppiaggio originale
- Avi Landau: Jack Morton
- Colleen Lanki: Christina Wayborn
- Dean Harrington: Boris Zugoski
- Jeff Manning: Philip Mason
- Mike Worman: Pierre Simon
- David Schaufele: Billy MacGuire
- Faith Bach: Mary Banks
- William Ross: Anderson

### Doppiaggio italiano
Il gioco è disponibile anche con un doppiaggio italiano. Di seguito gli attori che vi hanno contribuito:
| Personaggio       | Doppiatore italiano |
| ----------------- | ------------------- |
| Jack Morton       | Patrizio Prata      |
| Christina Wayborn | Jasmine Laurenti    |
| Boris Zugoski     | Silvano Piccardi    |
| Pierre Simon      | Claudio Beccari     |
| Philip Mason      | Claudio Beccari     |
| Billy MacGuire    | Claudio Moneta      |
| Anderson          | Luca Sandri         |
| Mary Banks        | Valeria Falcinelli  |